# 锡默河谷奥伯维尔
锡默河谷奥伯维尔（德语：Oberwil im Simmental）是瑞士的城鎮，位於該國中西部，由伯恩州負責管轄，面積46.09平方公里，一半土地是農業用地，海拔高度836米，2011年人口794，人口密度每平方公里17人。